# Leon Weliczker Wells
Leon Weliczker Wells (ur. 10 marca 1925 w Stojanowie koło Radziechowa, zm. 19 grudnia 2009 w Fort Lee, New Jersey) – amerykański inżynier żydowskiego pochodzenia. W latach 1942–1944 więzień Obozu Janowskiego we Lwowie, zatrudniony w ramach Sonderkommando 1005 przy odkopywaniu i paleniu zwłok ofiar zbrodni hitlerowskich.
Ojciec Leona Weliczkera był kupcem drzewnym w Stojanowie, w roku 1936 przeniósł się z rodziną do Lwowa. Po wybuchu II wojny światowej znalazł się na terenie przyłączonym do Ukraińskiej SRR i został jako kapitalista wywłaszczony.
W czerwcu 1941 Leon Weliczker i jego siostra starali się uzyskać skierowanie na studia w Moskwie na Uniwersytecie Moskiewskim im. M. Łomonosowa, lecz wskutek wkroczenia wojsk hitlerowskich zamiar nie został zrealizowany. Rodzina Weliczkerów została uwięziona w lwowskim getcie. Leon Weliczker został uwięziony w Obozie Janowskim i w czerwcu 1942 z trudem uniknął śmierci. Udało mu się uciec i do grudnia 1942 ukrywał się w Stojanowie i Radziechowie, lecz ponownie znalazł się w lwowskim getcie. W czerwcu 1943 został przydzielony do oddziału, zajmującego się odkopywaniem i paleniem ofiar zbrodni hitlerowskich. Oddział pracował również w Bóbrce, Brzuchowicach, Pustomytach i Jaworowie. Jednym z zadań oddziału było odkopanie i spalenie ciał profesorów lwowskich zamordowanych na początku lipca 1941.
Leon Weliczker prowadził potajemnie dziennik, który przetrwał czasy okupacji. 19 listopada 1943 doszło do masowej ucieczki więźniów, z których większość została jednak schwytana i zamordowana. Weliczker ukrył się w zagrodzie polskiego chłopa w piwnicy wraz z 16 innymi Żydami. Cała jego rodzina zginęła z rąk hitlerowców.
Po wkroczeniu do Lwowa Armii Czerwonej Weliczker pracował jako zaopatrzeniowiec w zarządzie kolei.
Jako repatriant znalazł się na Śląsku. Rozpoczął studia na Politechnice Śląskiej w Gliwicach.
Po Pogromie kieleckim 1946 wyjechał do amerykańskiej strefy okupacyjnej Niemiec i kontynuował studia na Politechnice w Monachium.
W czerwcu 1947 udało mu się przy współudziale byłych więźniów Maksa Hoeniga i Dawida Manucewicza doprowadzić do uwięzienia i przekazania Polsce Hauptscharführera Johanna Raucha, który został skazany w Krakowie 24 czerwca 1949 na karę śmierci.
Leon Weliczker zeznawał też na procesie zbrodniarzy hitlerowskich w Norymberdze. W roku 1949 uzyskał w Monachium dyplom doktorski w dziedzinie nauk inżynierskich i wyjechał do Stanów Zjednoczonych. Do roku 1953 był asystentem na uniwersytecie nowojorskim, później pracował w firmach prywatnych. Do swojego nazwiska dodał człon „Wells”.
1 i 2 maja 1961 zeznawał w Jerozolimie w procesie Adolfa Eichmanna.